# Kevin Keegan
Pour les articles homonymes, voir Keegan.
Joseph Kevin Keegan, né le 14 février 1951 à Armthorpe (dans le Yorkshire, en Angleterre), est un joueur et entraîneur anglais de football.
Il est considéré comme l'un des plus grands joueurs anglais du XXe siècle et l'un des meilleurs attaquants de sa génération. Il est l'un des 10 joueurs à avoir remporté deux fois le Ballon d'or, en 1978 et 1979. Sous les couleurs de Liverpool FC et Hambourg SV, il remporte de nombreux titres nationaux et internationaux. Il a ensuite été, notamment, entraîneur de Newcastle pendant 5 ans, puis sélectionneur de l'équipe d'Angleterre en 1999-2000, puis il entraîne Manchester City pendant 4 ans jusqu'en 2005.

## Carrière

### Premières années
Né à Newcastle, dans le Tyne and Wear de parents anglais d'origine irlandaise, Keegan découvre le football dans le club local de Enfield House YC. Adolescent, il fait un essai au Coventry City FC mais n'est pas conservé. En 1968, à 16 ans, il est remarqué alors qu'il joue à un niveau amateur et signe avec Scunthorpe United, un club professionnel de Football League Fourth Division (en), le 4e échelon du championnat anglais.
Keegan fait ses débuts professionnels à 17 ans, contre Peterborough United. Pour sa première saison il est titulaire à 29 reprises en championnat, et s'impose comme un joueur majeur de l'équipe dès la saison suivante, au poste de milieu offensif droit, et joue les 46 matchs de championnat. L'équipe se fait remarquer en atteignant le 5e tour de la FA Cup. En 1971 il est remarqué par un recruteur de Liverpool, Geoff Twentyman (en). En 1971, après 124 matchs et 18 buts pour Scunthorpe United, il est transféré à Liverpool contre environ 35 000 £.

### Liverpool FC
Sous la direction de Bill Shankly, le célèbre entraîneur de Liverpool, Keegan fait ses débuts à Anfield le 14 août 1971 contre Nottingham Forest, et se signale en inscrivant son premier but après seulement 12 minutes. Recruté pour jouer au milieu de terrain, il est replacé par Shankly auprès du gallois John Toshack avec qui il va former un redoutable duo d'attaque,.
Keegan remporte ses premiers titres avec Liverpool lors de sa deuxième saison au club, en 1972-1973, au bout de laquelle les Reds réalisent le doublé championnat d'Angleterre-Coupe de l'UEFA. C'est le premier titre de champion du club depuis sept ans, et son premier trophée continental. En finale face au Borussia Mönchengladbach, il inscrit deux des trois buts de son équipe. La saison suivante, Keegan se montre de nouveau prolifique devant le but mais Liverpool perd le titre de champion d'Angleterre au bénéfice de Leeds United, qui réalise une série record de 29 matchs sans défaite. Cependant, les Scousers, et particulièrement Keegan, s'illustrent en FA Cup : l'attaquant inscrit notamment un but en lob sur le légendaire Peter Shilton, en demi-finale contre Leicester City, puis en finale il marque un doublé contre Newcastle United (3-0).
Alors que Shankly a laissé sa place sur le banc à son adjoint Bob Paisley, Liverpool est de retour à Wembley quelques semaines plus tard pour disputer le Charity Shield, le traditionnel match opposant le champion d'Angleterre au vainqueur de la Cup. Au cours du match, une bagarre oppose l'attaquant des Reds au capitaine de Leeds Billy Bremner. Les deux joueurs sont exclus et suspendus pour respectivement trois et huit rencontres. Une saison sans titre s'ensuit pour Liverpool. La saison 1975-1976 sera d'un tout autre niveau à Anfield. Le club redevient champion d'Angleterre et remporte une nouvelle fois la Coupe de l'UEFA face au Club Brugge. Les Reds remontent à l'aller un déficit de deux buts (3-2) puis obtiennent le match nul au retour. Keegan inscrit les deux fois le dernier but de son équipe.
En 1976-1977, alors que le joueur est devenu une idole parmi les supporters des Reds, un coup de théâtre survient : Keegan annonce son intention de quitter le club à la fin de la saison pour aller jouer en Europe continentale. Cette annonce jette un froid entre l'attaquant et les supporters du club, mais n'empêche pas le joueur de tout donner pour sa dernière saison sur les bords de la Mersey. Il contribue largement au nouveau titre de champion de son équipe et, pour son dernier match en Angleterre avec Liverpool, dispute la finale de la FA Cup face à Manchester United, le grand club rival, quelques jours avant la finale de la Coupe des clubs champions européens. La défaite face à Manchester (1-2) met fin aux espoirs d'un triplé inédit. Mis en cause, Keegan se rattrape en réalisant une prestation éblouissante en finale européenne contre les Allemands du Borussia Mönchengladbach, où il remporte le duel attendu face au défenseur Berti Vogts. Liverpool devient champion d'Europe pour la première fois de son histoire, neuf ans après le succès de Manchester.
Après 323 matchs et 100 buts, Keegan quitte Liverpool comme annoncé. Contacté par de nombreux clubs européens, il choisit Hambourg SV, club d'Allemagne de l'Ouest, qui débourse pour son transfert 500 000 £, une somme record à l'époque. Liverpool recrute pour le remplacer la vedette du Celtic FC Kenny Dalglish.

### Hambourg SV

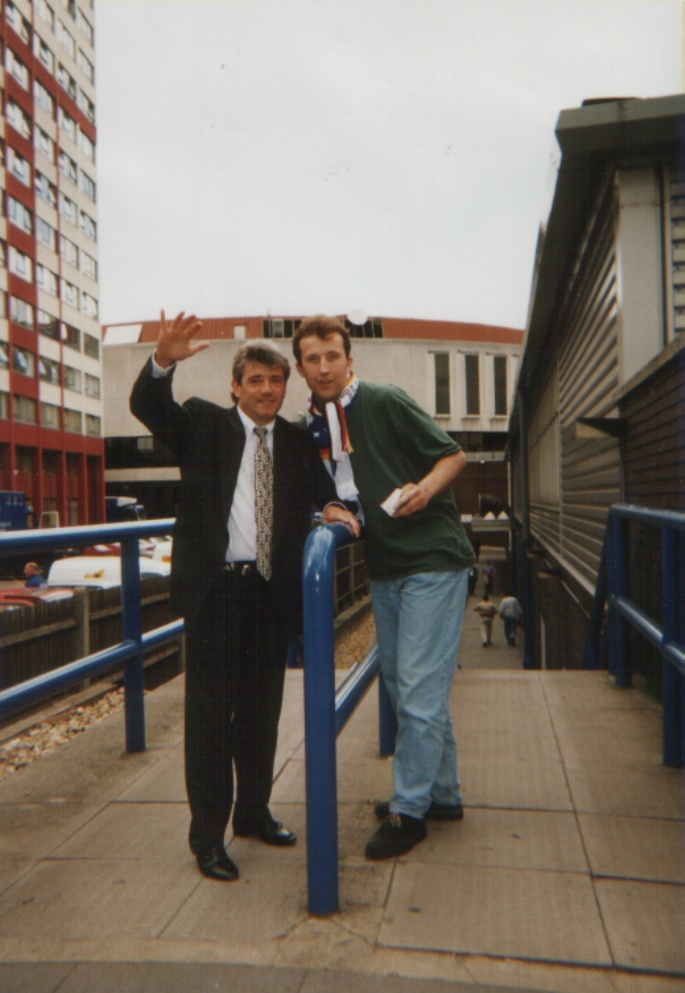
Keegan avec un supporter.

Le transfert de Keegan à Hambourg en fait le joueur le mieux payé du pays. Attendu comme le sauveur par un club récent vainqueur de la Coupe d'Europe des vainqueurs de coupe mais toujours en quête de son premier titre de champion, il peine à confirmer lors des premiers mois. Le club est éliminé rapidement en Coupe d'Europe et termine à une décevante 10e place en championnat, malgré les douze buts de Keegan. Ces premiers mois difficiles lui coûtent probablement le Ballon d'or 1977, attribué finalement au meneur de jeu du Borussia Mönchengladbach le Danois Allan Simonsen.
L'exercice suivant, sous la direction de Branko Zebec, débute beaucoup mieux. L'entraîneur yougoslave apporte rigueur et condition physique à la talentueuse équipe. Alors que Keegan n'a pas remporté de titre (à la différence notable de la saison passée) ni disputé la Coupe du monde de 1978 pour laquelle l'Angleterre ne s'est pas qualifiée, il remporte en décembre le Ballon d'or devant l'Autrichien Hans Krankl. On récompense un joueur devenu omniprésent sur le terrain, capable de tous les gestes sur le terrain, de la récupération de la balle à la conclusion des buts. Quelques mois plus tard, son équipe remporte le titre de champion espéré. Comme à Liverpool, Keegan devient une idole dans le nord de l'Allemagne, les supporters le surnommant affectueusement "Mighty Mouse" pour sa force et son activité frénétique sur le terrain. Sa maîtrise de la langue allemande fait impression. Devenu la plus grande vedette du football européen, il remporte une 2e fois le Ballon d'or en décembre 1979, cette fois-ci très largement .
En février 1980, Southampton FC, un club modeste du championnat anglais, surprend le monde de football en annonçant le recrutement de Keegan, capitaine de la sélection anglaise, pour la saison suivante. Quelques mois plus tard, Hambourg perd d'abord le titre de champion de justesse, au bout d'un duel serré avec le Bayern Munich de Karl-Heinz Rummenigge. En parallèle, l'équipe de Keegan réalise un superbe parcours en Coupe des clubs champions européens 1979-1980, écartant notamment le FC Dinamo Tbilissi et le Real Madrid, les champions soviétique et espagnol, candidats désignés au titre. Qualifiée pour la finale face au tenant du titre, Nottingham Forest, elle doit s'incliner devant les exploits du gardien de but Peter Shilton (0-1).

### Retour en Angleterre
L'indemnité de transfert de Keegan à Southampton est comprise entre 400 000 et 500 000 £. Le club récemment promu en Football League entoure sa vedette de joueurs de qualité comme Mick Channon et Charlie George, ou encore Alan Ball en 1981.
Pratiquant un jeu offensif, l'équipe obtient le meilleur classement de l'histoire du club en championnat avec une 6e place lors de la saison 1980-1981, qualificative pour la Coupe de l'UEFA. En 1981-1982, Keegan se rapproche de son meilleur niveau - il marque beaucoup et permet à son équipe d'occuper la tête du championnat de janvier à mars. La fin de saison est pourtant plus difficile et son équipe termine à une décevante 7e place. Meilleur buteur du championnat avec 26 buts, il est élu footballeur britannique de l'année par la Professional Footballers' Association, et fait officier de l'Ordre de l'Empire britannique pour les services rendus au football britannique.
En froid avec son entraîneur Lawrie McMenemy, auquel il reproche de ne pas avoir su suffisamment renforcer l'équipe, Keegan se met à la recherche d'un nouveau défi et s'engage l'été venu avec Newcastle United, descendu en deuxième division anglaise quatre ans plus tôt. Le transfert se monte à 100 000 £. Entouré de joueurs comme Peter Beardsley, Chris Waddle et Terry McDermott, il dispute en deux saisons 78 matchs de championnat et inscrit 48 buts. Très populaire auprès des supporteurs, il contribue largement au retour dans l'élite des Magpies, acquis après l'annonce de sa retraite sportive en février 1984. Il marque pour son dernier match de championnat, le 12 mai 1984 face à Brighton & Hove Albion, et porte une dernière fois le maillot de Newcastle lors d'un match de gala face à Liverpool.

### Carrière en équipe nationale
L'éclosion de Keegan à Liverpool lui ouvre les portes de la sélection des moins de 23 ans, avec laquelle il dispute cinq matchs entre février et juin 1972.
Keegan fait ses débuts avec la sélection A le 15 novembre 1972 contre le pays de Galles à Ninian Park, dans le cadre des qualifications pour la Coupe du monde 1974,. Il n'est cependant pas sélectionné pour la double confrontation décisive perdue face à la Pologne. Le 11 mai 1974, il inscrit lors de sa 3e cape son premier but international, toujours contre le pays de Galles à Ninian Park.
Malgré l'éclosion de son attaquant, l'Angleterre ne parvient pas à se qualifier non plus à la phase finale du Championnat d'Europe de 1976, devancée par la Tchécoslovaquie. Don Revie en fait son capitaine pour la première fois le 24 mars 1976, à tout juste 25 ans. À la suite de la mise à l'écart de Gerry Francis, il devient à partir de septembre le capitaine régulier de la sélection. Lors des qualifications pour la Coupe du monde 1978, l'Angleterre est de nouveau éliminée, à la différence de buts, par l'Italie de Dino Zoff, malgré une prestigieuse victoire à Wembley en novembre 1977 au cours de laquelle Keegan a ouvert le score (2-0).
Keegan doit attendre la qualification de l'Angleterre pour l'Euro 1980, élargi à huit nations, pour participer à sa première phase finale d'une grande compétition internationale. Encore affecté par la fin de saison frustrante à Hambourg, Keegan ne paraît pas au mieux de ses capacités. Après un match nul face à la Belgique (1-1), l'Angleterre est battue par l'Italie (0-1), pays organisateur. Principal danger pour la solide défense italienne, Keegan, omniprésent sur le terrain, commet une erreur coupable sur le but italien. La victoire face à l'Espagne (2-1) est vaine, l'Angleterre est éliminée dès le premier tour.
Revenu en Angleterre, à Southampton, il reste le capitaine de la sélection lors de la campagne de qualification pour la Coupe du monde 1982 dont il dispute les quatre derniers matchs. Blessé au dos lors de la phase finale, il ne participe pas aux trois premiers matchs du premier tour, tous les trois remportés, ni au premier match du second tour (un match nul avec l'Allemagne). Partiellement rétabli Keegan prend place sur le banc lors du match décisif contre l'Espagne, pays organisateur. Il entre finalement en jeu à 26 minutes de la fin et ne parvient pas à forcer la décision, malgré une belle occasion de la tête. Ce nouveau match nul et vierge élimine Anglais et Espagnols.
Alors qu'il n'a pas annoncé sa retraite internationale, le nouveau sélectionneur Bobby Robson ne le convoque pas pour son premier match avec la sélection, sans le prévenir. Keegan s'en plaint publiquement, et ne sera plus jamais convoqué en sélection, d'autant qu'il rejoint le club de Newcastle, en deuxième division. Il achève sa carrière internationale sur un total de 63 sélections, dont 31 comme capitaine, et 21 buts.

### Parcours d'entraîneur

#### Newcastle United
À sa retraite sportive, Keegan s'installe en Espagne. En février 1992, après huit années loin du football, Keegan accepte de devenir entraîneur de Newcastle United, avec son ami Terry McDermott comme adjoint, à la suite de la démission d'Osvaldo Ardiles. Le club du Nord de l'Angleterre, relégué en Second Division en 1989, se trouve alors en mauvaise posture mais Keegan parvient d'abord à assurer le maintien de l'équipe, qui termine 20e sur 24. Pendant l'intersaison, le championnat est renommé First Division, à la suite de la création de la Premier League.
L'équipe de Keegan commence la saison 1992-1993 par une série de onze victoires consécutives, qui la projette en tête, et ne quitte dès lors plus la première place, a fortiori après le recrutement des futurs internationaux Rob Lee et Andy Cole, qui renforce encore l'équipe. Champion de D1, Newcastle découvre la Premier League. La saison 1993-1994 est un grand succès : malgré des débuts délicats, avec seulement deux victoires lors des huit premiers matchs, les Magpies terminent 3e du championnat, grâce notamment à l'efficacité de Cole (meilleur buteur de Premier League avec 34 buts) et de Peter Beardsley, qui a fait son retour au club pendant l'été. Keegan poursuit sa campagne de renfort avec les signatures du Suisse Marc Hottiger, du Belge Philippe Albert et de l'ailier de Norwich Ruel Fox. Le début de saison 1994-1995 laisse à penser que Newcastle est en mesure de remporter son premier championnat depuis 1927. Mais le transfert sensation de Cole à Manchester United en janvier semble briser la dynamique, l'équipe finissant finalement 6e.
Avec les arrivées de David Ginola et Les Ferdinand notamment, Keegan retrouve une équipe compétitive en 1995-1996, qui reste en tête jusqu'à la fin mars. Newcastle et Manchester United se livre ensuite un duel serré, personnifié dans les médias par les échanges entre Keegan et Alex Ferguson, remporté finalement par les Mancuniens. Keegan recrute en fin de saison Alan Shearer, l'attaquant vedette de l'équipe d'Angleterre, pour 15 millions de livres sterling, record mondial pour un transfert à l'époque. Alors que la saison 1996-1997 démarre sous les meilleurs auspices, avec notamment une victoire 5-0 sur Manchester à domicile, l'équipe s'effondre pendant l'hiver. Keegan démissionne en janvier et laisse sa place à Kenny Dalglish.

#### Fulham FC

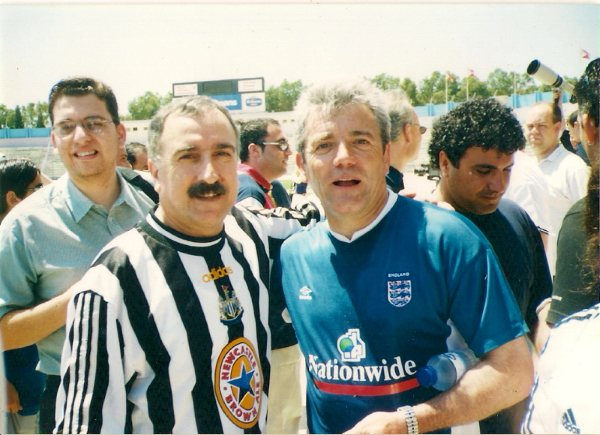
Keegan, à droite, en 2000.

Keegan reprend du service en septembre 1997 comme directeur sportif de Fulham FC, club de Division Two (alors 3e échelon du football anglais), racheté quelques mois plus tôt par le richissime propriétaire d'Harrods Mohamed Al-Fayed avec l'objectif de monter dans l'élite. Avec Ray Wilkins pour entraîneur, Fulham termine au 6e rang. Wilkins est licencié et Keegan installé sur le banc pour les play-offs de fin de saison, en vain.
Avec un groupe sensiblement renforcé grâce aux capacités de son propriétaire, l'équipe de Keegan remporte assez largement le championnat l'année suivante et assure la promotion du club en Division One.

#### Sélection anglaise
En février 1999, après le licenciement de Glenn Hoddle, Keegan est contacté par la fédération anglaise pour prendre en charge l'équipe nationale, en parallèle de son activité en club. Il accepte et quitte finalement le club pendant l'été pour se concentrer sur la sélection.
Il qualifie l'Angleterre pour le Championnat d'Europe de 2000, grâce notamment à une victoire sur l'Écosse en match de barrage. Protégé jusque-là par sa popularité, il est assez critiqué pour ses résultats lors de la phase finale. Avec qu'ils mènent 2-0 face au Portugal puis 2-1 face à la Roumanie, les Anglais s'inclinent les deux fois 3-2. La seule victoire sur l'Allemagne (1-0), la première depuis 1966, ne permet pas à la sélection anglaise de passer le premier tour.
Le 7 octobre 2000, Keegan démissionne de son poste après une défaite face à l'Allemagne lors du premier match des éliminatoires de la Coupe du monde 2002,. Il décide alors de faire une pause dans sa carrière d'entraîneur.
Keegan est remplacé par le Suédois Sven-Göran Eriksson. Il est le sélectionneur anglais ayant enregistré le plus faible pourcentage de victoires (38,9 %), bien qu'à la différence de Don Revie (1974–1977) ou Steve McClaren (2006–2007) par exemple, il soit parvenu à qualifier la sélection pour un tournoi majeur.

#### Manchester City
En mai 2001, après sept mois d'inactivité, il est nommé entraîneur de Manchester City FC, qui vient d'être relégué en Division 1, en remplacement de Joe Royle. Il recrute les anciens internationaux Stuart Pearce, Eyal Berkovic et Ali Benarbia et fait remonter dès sa première saison l'équipe mancunienne en Premier League, sans difficulté. Pour assurer le maintien de City en Premier League, Keegan recrute plusieurs internationaux tels que Nicolas Anelka, Peter Schmeichel et Marc-Vivien Foé, permettant au club de finir à une tranquille 9e place du classement. De plus, le club se qualifie pour la Coupe UEFA au bénéfice du prix du fair play UEFA.

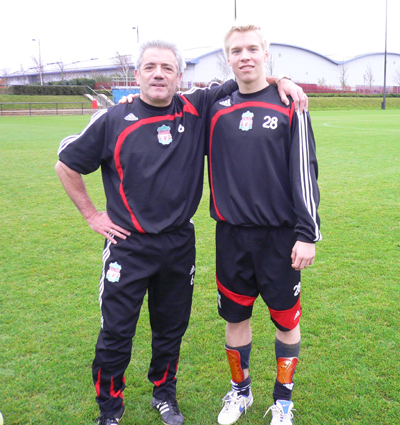
Keegan et le joueur Dalla Valle en 2007.

Pour sa 3e saison avec les Citizen, dans le tout nouveau City of Manchester Stadium, Keegan recrute Steve McManaman, David Seaman, Paul Bosvelt et Michael Tarnat. Après un bon début de saison, l'inattendue élimination en Coupe UEFA face aux Polonais de Dyskobolia marque un tournant dans la saison. L'équipe termine à une piètre 16e place, échappant de peu à la relégation.
La saison 2004-2005, sa quatrième au club, se passe mieux. Mais lorsque Keegan prévient en mars le président de sa volonté d'arrêter en fin de saison, ce dernier lui demande de se retirer dès lors. Son remplaçant Stuart Pearce termine la saison au 8e rang tandis que Keegan annonce sa retraite définitive du football, à 54 ans.
Après son départ de Manchester, il se tient loin du monde du football, travaillant notamment à la Soccer Circus football school de Glasgow.

#### Newcastle United
Le 16 janvier 2008, Kevin Keegan est nommé manager général par le club de Newcastle United, à la suite du départ de Sam Allardyce. Son retour est célébré par les supporteurs, auprès desquels il reste très populaire. Après huit matchs sans victoire, il remporte son premier succès le 22 mars contre Fulham et connaît ensuite des bons résultats qui éloignent tout risque de relégation, son équipe terminant à la 12e place.
Mécontent des moyens financiers dont il dispose et en désaccord avec Dennis Wise sur la politique de recrutement du club, il quitte son poste le 4 septembre 2008. Il rentre en procès avec son ancien club et obtient en octobre 2009 2,2 millions d'euros de son ancien président Mike Ashley.

### Autres activités
Kevin Keegan au cours de sa carrière de footballeur a chanté une chanson à succès. Head over heels in love enregistré en 1979, se classe 31e de l'UK Singles Chart.
Pendant sa carrière il est apparu dans des publicités pour divers produits, dont de l'eau de cologne, du chewing-gum et des céréales.
Depuis sa retraite d'entraîneur, Keegan est régulièrement consultant pour la télévision anglaise.
Il est cité dans l'affaire des Panama Papers en avril 2016.

## Palmarès Joueur

### En club
- Vainqueur de la Coupe d'Europe des Clubs Champions en 1977 avec le Liverpool FC
- Vainqueur de la Coupe de l'UEFA en 1973 et 1976 avec le Liverpool FC
- Champion d'Angleterre en 1973, en 1976 et 1977 avec le Liverpool FC
- Champion de RFA en 1979 avec le Hambourg SV
- Vainqueur de la FA Cup en 1974 avec le Liverpool FC
- Finaliste de la Coupe d'Europe des Clubs Champions en 1980 avec le Hambourg SV
- Vice-champion d'Angleterre en 1974 et 1975 avec le Liverpool FC
- Finaliste de la FA Cup en 1977 avec le Liverpool FC

### Distinctions individuelles
- Meilleur buteur du Championnat d'Angleterre en 1982 (26 buts) avec Southampton
- Élu joueur de l'année FWA du Championnat d'Angleterre en 1976
- Élu meilleur joueur du Championnat de RFA en 1979
- Élu joueur de l'année PFA du Championnat d'Angleterre en 1982
- Élu Ballon d'or en 1978 et 1979
- Élu Onze d'Or en 1977 et  1979 par Onze Mondial
- Membre du FIFA 100 en 2004
- Introduit au English Football Hall of Fame en 2002
- Membre de l'équipe-type de Bundesliga en 1978, 1979 et 1980 par Kicker
- Élu Onze d'Argent en 1976 et en 1980 par Onze
- Nommé 8e sur la liste du Liverpool FC des 100 joueurs ayant fait vibré le Kop (100 Players who shook the Kop)
- 1 sélection avec l'équipe d'Europe, face à celle de la FIFA en 1982

## Palmarès Entraîneur

### En club
- Champion de First Division en 1993 avec Newcastle United et en 2002 avec Manchester City
- Champion de Second Division en 1999 avec Fulham

### En équipe d'Angleterre
- Participation au Championnat d'Europe des Nations en 2000 (Premier Tour)

### Distinctions individuelles
- Élu Manager du mois du championnat d'Angleterre en novembre 1993, en août 1994, en février 1995, en août 1995 et en septembre 1995

## Statistiques individuelles

### Joueur
| Saison    | Club                   | Division               | Championnat | Championnat | Coupe nationale | Coupe nationale | Coupe de la Ligue | Coupe de la Ligue | Coupe d’Europe | Coupe d’Europe | Total  | Total |
| Saison    | Club                   | Division               | Matchs      | Buts        | Matchs          | Buts            | Matchs            | Buts              | Matchs         | Buts           | Matchs | Buts  |
| --------- | ---------------------- | ---------------------- | ----------- | ----------- | --------------- | --------------- | ----------------- | ----------------- | -------------- | -------------- | ------ | ----- |
| 1968-1969 | Scunthorpe United      | Fourth Division        | 33          | 2           | 1               | 0               | 1                 | 0                 | -              | -              | 35     | 2     |
| 1969-1970 | Scunthorpe United      | Fourth Division        | 46          | 6           | 7               | 3               | 1                 | 0                 | -              | -              | 54     | 9     |
| 1970-1971 | Scunthorpe United      | Fourth Division        | 45          | 10          | 6               | 0               | 1                 | 1                 | -              | -              | 52     | 11    |
| 1971-1972 | Liverpool              | First Division         | 35          | 9           | 3               | 2               | 1                 | 0                 | 3              | 0              | 42     | 11    |
| 1972-1973 | Liverpool              | First Division         | 41          | 13          | 4               | 0               | 8                 | 5                 | 11             | 4              | 64     | 22    |
| 1973-1974 | Liverpool              | First Division         | 42          | 12          | 9               | 6               | 6                 | 1                 | 4              | 0              | 61     | 19    |
| 1974-1975 | Liverpool              | First Division         | 33          | 10          | 2               | 1               | 3                 | 0                 | 3              | 1              | 41     | 12    |
| 1975-1976 | Liverpool              | First Division         | 41          | 12          | 2               | 1               | 3                 | 0                 | 11             | 3              | 57     | 16    |
| 1976-1977 | Liverpool              | First Division         | 38          | 12          | 8               | 4               | 2                 | 0                 | 8              | 4              | 56     | 20    |
| 1977-1978 | Hambourg SV            | Bundesliga             | 25          | 6           | 4               | 4               |                   |                   | 4              | 2              | 33     | 12    |
| 1978-1979 | Hambourg SV            | Bundesliga             | 34          | 17          | 1               | 0               |                   |                   | -              | -              | 35     | 17    |
| 1979-1980 | Hambourg SV            | Bundesliga             | 31          | 9           | 3               | 0               |                   |                   | 9              | 2              | 43     | 11    |
| 1980-1981 | Southampton            | First Division         | 27          | 11          | 4               | 1               | 1                 | 0                 | -              | -              | 32     | 12    |
| 1981-1982 | Southampton            | First Division         | 41          | 26          | 1               | 1               | 2                 | 1                 | 4              | 2              | 48     | 30    |
| 1982-1983 | Newcastle United       | Second Division        | 37          | 21          | 2               | 0               | 2                 | 0                 | -              | -              | 41     | 21    |
| 1983-1984 | Newcastle United       | Second Division        | 41          | 27          | 1               | 0               | 2                 | 1                 | -              | -              | 44     | 28    |
| 1985      | Blacktown City FC (en) | National Soccer League | 2           | 1           | -               | -               | -                 | -                 | -              | -              | 2      | 1     |
| Total     | Total                  | Total                  | 592         | 204         | 58              | 23              | 33                | 9                 | 57             | 18             | 740    | 254   |

| Année | Matchs | Buts |
| ----- | ------ | ---- |
| 1972  | 1      | 0    |
| 1973  | 1      | 0    |
| 1974  | 7      | 2    |
| 1975  | 8      | 2    |
| 1976  | 9      | 2    |
| 1977  | 8      | 2    |
| 1978  | 6      | 3    |
| 1979  | 8      | 5    |
| 1980  | 6      | 3    |
| 1981  | 5      | 1    |
| 1982  | 4      | 1    |
| Total | 63     | 21   |

### Entraîneur
| Club             | Début      | Fin        | Résultats | Résultats | Résultats | Résultats | Résultats   |
| Club             | Début      | Fin        | M         | V         | N         | D         | % Victoires |
| ---------------- | ---------- | ---------- | --------- | --------- | --------- | --------- | ----------- |
| Newcastle United | Fév. 1992  | Janv. 1997 | 251       | 138       | 62        | 51        | 54.98       |
| Fulham           | Mai 1998   | Mai 1999   | 61        | 38        | 11        | 12        | 62.30       |
| Angleterre       | Fév. 1999  | Oct. 2000  | 18        | 7         | 7         | 4         | 38.89       |
| Manchester City  | Mai 2001   | Mars 2005  | 176       | 77        | 60        | 39        | 43.75       |
| Newcastle United | Janv. 2008 | Sept. 2008 | 21        | 6         | 9         | 6         | 28.57       |
| Total            | Total      | Total      | 527       | 266       | 149       | 112       | 50.47       |